# 69260 Tonyjudt
69260 Tonyjudt este un asteroid care intersectează orbita planetei Marte.

## Descriere
69260 Tonyjudt este un asteroid care intersectează orbita planetei Marte. Asteroidul prezintă o orbită caracterizată de o semiaxă mare de 2,59 ua, o excentricitate de 0,39 și o înclinație de 2,2° în raport cu ecliptica.